# Joseph Serchuk
Joseph Sertchouk (en hébreu יוסף סרצ'וק, en polonais Józef Serczuk ; né en 1919 et mort le 6 novembre 1993 à Tel-Aviv) fut le commandant d'une unité de partisans juifs dans la région de Lublin en Pologne lors de la Seconde Guerre mondiale. Après la guerre, il fut un témoin important aux procès des criminels nazis. 

## Biographie
Après que ses parents et autres membres de famille aient été tués dans le ghetto de Lublin en 1941, Joseph et son frère David sont déportés au camp d'extermination de Sobibor. Après la première journée passée au camp, il s'évade avec son frère dans la forêt la plus proche et, par la suite, avec d'autres fugitifs, il y fonde le noyau d'un groupe de partisans. Petit à petit, le groupe dirigé par Sertchouk est rejoint par d'autres Juifs qui se sont échappés des ghettos de la région et de Sobibor. L'un des membres du groupe est Dov Freiberg, qui consacra ensuite plusieurs livres au camp de Sobibor et au combat des partisans juifs. 
Après la libération par l'Armée soviétique en 1945, David rejoint l'armée polonaise et avance rapidement dans la hiérarchie militaire. En 1948, il est sauvagement assassiné à Lublin par des ultras polonais.
Après la guerre, Joseph participe activement à la poursuite des criminels de guerre nazis qui s'étaient échappés d'Europe. Il sert en tant que témoin au cours du procès de Nuremberg. À son retour en Pologne, il demande à émigrer en Israël. Il ne réussit à obtenir un passeport qu'en 1950. Immédiatement à son arrivée en Israël, il est recruté par l'armée. Après la fin du service militaire, il se marie et s'installe à Yad Eliyahu, alors une des banlieues de Tel-Aviv et se lance dans des affaires dans l'industrie.
Au cours des années, Sertchouk part pour l'Europe à plusieurs reprises afin de témoigner aux procès de criminels de guerre nazis. Au procès de l'Oberscharführer Hugo Raschendorfer, il est le seul témoin à charge. Après que Raschendorfer fut reconnu coupable et condamné à prison à vie, Sertchouk reçoit le Prix spécial du Département d'investigation des crimes nazis de la police d'Israël. 
En 1967 le premier ministre israélien Levi Eshkol lui remet la médaille des Combattants contre les nazis, et en 1968 Sertchouk reçoit la Médaille des Combattants du pays. 
Sertchouk meurt en 1993 à Tel-Aviv, à l'âge de 74 ans. Il laisse derrière lui son épouse, neuf enfants et plus d'une centaine de petits-enfants et arrière-petits-enfants. 